# سيرج راسين
سيرج راسين (بالفرنسية: Serge Racine)‏ هو لاعب كرة قدم هايتي في مركز الوسط، ولد في 9 أكتوبر 1951 في هايتي. شارك مع منتخب هايتي لكرة القدم. أما مع النوادي، فقد لعب مع Aigle Noir AC ‏.

## وصلات خارجية
- سيرج راسين على موقع الاتحاد الدولي (مؤرشف)  (الإنجليزية)
- سيرج راسين على موقع قاعدة بيانات كرة القدم.إي يو (الإنجليزية)
- سيرج راسين على موقع ناشيونال فوتبول تيمز (الإنجليزية)
- سيرج راسين على موقع Soccerway.com (الإنجليزية)
- سيرج راسين على موقع عالم كرة القدم.نت (الإنجليزية)